# Johan George II van Anhalt-Dessau
Johan George II (Dessau, 17 november 1627 - Berlijn, 7 augustus 1693) was van 1660 tot 1693 vorst van Anhalt-Dessau.
Hij was de zoon van Johan Casimir van Anhalt-Dessau en Agnes van Hessen. In 1660 nam hij de regering van het vorstendom op zich. Hij trad in dienst van het leger van Brandenburg en werd door zijn zwager, de Grote Keurvorst Frederik Willem I van Brandenburg, tot veldmaarschalk en in 1674 tot stadhouder van de Mark benoemd.
Toen hij in 1693 stierf werd hij opgevolgd door zijn minderjarige zoon Leopold, namens wie zijn vrouw Henriëtte Catharina aanvankelijk als regentes de regering waarnam.

## Huwelijk en kinderen
Johan George trouwde in 1659 met Henriëtte Catharina van Oranje (1638-1708). Uit dit huwelijk werden tien kinderen geboren van wie er vier jong overleden. De anderen zijn:
- Elisabeth Albertine (1665-1706) gehuwd in 1686 met hertog Hendrik van Saksen-Weissenfels
- Henriëtte Amalia (1666-1726), gehuwd in 1683 met graaf Hendrik Casimir II van Nassau-Dietz
- Marie Eleonore (1671-1756), gehuwd in 1687 met prins George Jozef Radziwill
- Henriëtte Agnes (1674-1729)
- Leopold I de oude Dessauer (1676-1747), gehuwd in 1698 met de niet-adellijke Anna Louise Föse
- Johanna Charlotte (1682-1750), gehuwd in 1699 met markgraaf Filips Willem van Brandenburg-Schwedt